# Eiðiskollur
Eiðiskollur è una collina alta 352 metri sul mare situata sull'isola di Eysturoy, nell'arcipelago delle Isole Fær Øer, in Danimarca.